# Serge Levin
Serge Levin (San Francisco, California, Estados Unidos, 3 de octubre de 1979) es un empresario estadounidense con más de 20 años de experiencia en finanzas corporativas, desarrollo empresarial y producción de medios. Con pasajes en bancos de inversión como "Salomon Brothers" y "Bear Stearns", y administrando varios fondos de capital privado en Europa, Levin fundó una empresa global de asesoría y comercio, Meridian Orbis Group, así como un equipo de producción y financiamiento para medios de comunicación, Isle Empire Pictures. Algunos de los proyectos de medios más notables por los que es conocido son: Alterscape, Jack Goes Home, The Americans y Stranger Things.

## Carrera
Serge Levin estudió Finanzas y Ciencias Políticas en la Universidad Estatal de San Diego 1997-2001 en San Diego, California, Estados Unidos. Serge Levin trabajó como analista financiero en "Salomon Brothers" en California y luego en "Bear Stearns" en Nueva York en 2001. En 2004, administró varias carteras de capital público y privado para un fondo de cobertura europeo, First Mercantile Capital. El principal activo privado era el Rambler Media Group, donde Serge desempeñó un papel activo en la preparación de la documentación y la evaluación necesarias para su colocación pública en el AIM de Londres.
Luego de la exitosa OPI de Rambler, Levin fue invitado a unirse a un conglomerado de negocios privados, ArvitFood, como su Chief Executive Office (CEO). El grupo invirtió en varios proyectos de desarrollo inmobiliario y operaba supermercados e hipermercados. Durante su mandato en ArvitFood, Serge negoció acuerdos de financiación y acción con la Corporación Financiera Internacional (CFI) y el Banco Europeo de Reconstrucción y Desarrollo (BERD). Más tarde se unió a una empresa de ingeniería brasileña como Director de Operaciones.
En 2018, Serge Levin aseguró una asociación estratégica y participación en el capital con una empresa de tecnología de Inteligencia Artificial (SPIRIT AI), fundada por ex desarrolladores de IBM Watson. Incorporados en el Reino Unido, ahora tienen presencia en Nueva York y San Francisco con clientes como Zynga, Twitch, Magic Leap, Cartoon Network, Deutsche Telekom y Hanson Robotics.
El Sr. Levin es el fundador de Meridian Orbis Group (MOG), una empresa internacional de consultoría y comercio con énfasis en productos e soluciones muy exclusivos y raros con altas barreras de entrada.
Los negocios de medios de Serge Levin se remonta a 2012, cuando escribió y dirigió su primer cortometraje "Paragon Algorithm". En 2016, Serge Levin escribió y dirigió su primer largometraje "Alterscape" (protagonizado por Michael Ironside), que tuvo su estreno mundial en el "Philip K. Dick Science Fiction Film Festival" el 23 de febrero de 2018 en Nueva York, ganando el premio al mejor largometraje. Como actor, Serge Levin coprotagonizó la película de terror "Jack Goes Home", protagonizada por Rory Culkin y Lin Shaye, dirigida por Thomas Dekker, que se estrenó en todo el mundo en el festival internacional de cine South by Southwest (SXSW) y distribuida por eONE.
Las películas de posproducción de Levin: "Superstrata" de ciencia ficción, protagonizada por Robert F. Lyons, Jim Meskimen, Paz de la Huerta y Alex Veadov; con apariencia especial y asesoramiento técnico del Dr. Daniel Lidar; Actualmente filmando: una acción "War on War"; y un drama "You Above All"; En desarrollo: una nueva adaptación cinematográfica de H.P. Lovecraft, cuento - "Herbert West: Reanimator".
Serge Levin ha coprotagonizado los siguientes programas de televisión: "Stranger Things", "The Americans", "30 Rock", "Law & Order: Criminal Intent", "Mysteries at the Museum".
También es el fundador de Isle Empire Pictures, una compañía de producción de medios de servicio completo; así como una banda de música synthwave "RAIN4SALE (Rain For Sale)"; y una sello musical "FeelTrap Records".

## Filmografía
- 2010: "Caught Up" (Cortometraje) (Actor) (Directora: Rosa Gazarian).

- 2010: "Sunday Morning Coming Down" (Cortometraje) (Actor) (Director: Zachary Borst).

- 2012: "Paragon Algorithm" (Cortometraje) (Escritor, productor, productor ejecutivo y director).

- 2013: "Nightmare Box" (Coproductor) (Director: Jon Keeyes).

- 2016: "Jack Goes Home" (Actor) (Director: Thomas Dekker).

- 2017: "Welcome to Willits" (Productor Ejecutivo y actor) (Director: Trevor Ryan).

- 2018: "Lorenz Fractal" (Cortometraje) (Escritor, compositor, actor y director).

- 2018: "Alterscape" (Guionista, productor, director, actor y compositor).

- 2019: "Superstrata" (Escritor, Director y actor).

- 2019: "Moto Anjos" (Coproductor y actor) (Director: Joe Tripician).

- 2019: "KINO" (Cortometraje) (Actor, guionista, director y productor).[1]

- 2019: "War on War" ( (Guionista, Actor y Director).

## Apariciones en Televisión
- 2010: "Rockefeller Plaza" (Serie) (Actor).

- 2010: "Law & Order: Criminal Intent" ("Ley y Orden: Acción Criminal") (Serie) (Actor).

- 2016: "Mysteries at The Museum" ("Misterios en El Museo") (Serie documental televisiva) (Actor).

- 2017: "The Americans" (Serie televisiva) (Actor).

- 2019: "Stranger Things" (Serie televisiva) (Actor).

## curiosidades
Serge Levin tiene una estrecha colaboración con luchadores de artes marciales para su entrenamiento personal, en el cual aplica el entrenamiento obtenido en sus trabajos cinematográficos y estilo de vida.
Levin habla con fluidez portugués y ruso.